# خورشیدگرفتگی ۱۴ ژانویه ۱۹۲۶
خورشیدگرفتگی ۱۴ ژانویه ۱۹۲۶ (به انگلیسی: Solar eclipse of January 14, 1926) یک خورشیدگرفتگی از نوع خورشیدگرفتگی کامل است. این خورشیدگرفتگی در تاریخ ۱۴ ژانویه ۱۹۲۶ میلادی (‎۲۴ دی ۱۳۰۴ خورشیدی) روی داد که زمان اوج آن، ساعت ۶:۳۶:۵۸ به‌وقت ساعت هماهنگ جهانی بوده‌است. مدت زمان و طول این خورشیدگرفتگی ۴ دقیقه و ۱۱ ثانیه بود.